# Réserve naturelle nationale du Pic Tomur
La réserve naturelle du pic Tomur (montagne Jengish Chokusu), créée le 9 juin 1980 dans la partie chinoise des monts Tian Shan, est devenue réserve naturelle nationale de Chine en 2003. Elle est la seule réserve naturelle parmi les vingt-cinq présentes dans le Xinjiang, à protéger des écosystèmes de montagnes. Les principaux bénéficiaires visés sont les ressources forestières, l'écologie de la flore et faune naturelles, et les glaciers. Elle est typiquement représentative des montagnes du sud du Tian Shan. Elle contient l'une des plus importantes concentrations au monde de grands glaciers de montagne. C'est l'une des régions du monde où le léopard des neiges et ses proies sont le plus abondantes. Elle présente la série verticale complète des écosystèmes naturels du sud du Tian Shan, ainsi que la grande géographie du paysage de canyons rouges du Tertiaire. Elle joue un rôle important dans la protection des ressources en paysages naturels et en plantes et animaux.

## Localisation
Les 23,76 million d'hectares (237 600 km²) concernés sont situés dans le district administratif du Wensu faisant partie de la région autonome du Xinjiang. Elle couvre une grande partie des monts Tian Shan en territoire chinois.
Les coordonnées sont E 79°43′ à 80°55′, N 41°40′ à 42°40'.

## Une particularité: les glaciers
La réserve abrite 829 glaciers, dont une forte concentration de glaciers récents (modern glaciers), qui fournissent chaque année 3,5 millions de m3 d'eau de fonte pour le seul Xinjiang.

## Climat
Les flancs sud et nord du pic Tomur présentent respectivement de très nettes différences de précipitations, sol et végétation. Le climat du flanc nord est de type montagne semi-humide, celui du flanc sud  est de type semi-aride.

## Végétation
670 espèces de plantes y poussent, dont 167 espèces de fungi, 19 espèces de lichens et deux types de  lichens incomplets (incomplete lichens). Parmi les espèces de fungi, 26 étaient les premières à être trouvées en Chine.
Plus de 100 espèces de  plantes alpines médicinales poussent dans cette réserve naturelle. On y trouve par exemple une large distribution du Saussurea, et 22 espèces de fungi médicinaux.

## Faune
77 familles de vertébrés terrestres et plus de 1 000 espèces d'insectes vivent dans la réserve. Cinq espèces animales sont classées sur la liste rouge de l'UICN : cigogne noire, ibex de Sibérie (Capra sibirica alaiana), le léopard des neiges ou once, l'aigle royal, l'outarde houbara, et le gypaète barbu.
Autour du pic Tomur le nombre de léopards des neiges dépasse les 600 individus (leur population dans le monde est d'environ 2 500 individus), servis par de bonnes populations d'espèces proies notamment d'argalis et d'ibex.